# Europäischer Haftbefehl
Der Europäische Haftbefehl (EuHB oder EHB) ist ein Instrument zur EU-weiten Durchsetzung eines nationalen Haftbefehls, das auf einem Rahmenbeschluss vom 13. Juni 2002 beruht. Er vereinfacht und verkürzt die Auslieferung von Straftätern bzw. Verdächtigen, da das um Auslieferung ersuchte Land die Rechtmäßigkeit des Haftbefehls grundsätzlich nicht nachprüfen darf.

## Funktionsweise
Die justizielle Entscheidung für den Haftbefehl, die in einem EU-Mitgliedstaat ergangen ist, wird in diesem Rahmen „nach dem Grundsatz der gegenseitigen Anerkennung“, d. h. weitgehend automatisch, vom ersuchten Mitgliedstaat anerkannt und die gesuchte Person dort festgenommen sowie zwecks Strafverfolgung oder Vollstreckung „übergeben“ (ausgeliefert). Der EuHB verpflichtet die EU-Mitgliedstaaten auch, ihre eigenen Staatsbürger an andere EU-Länder auszuliefern, doch können die Staaten immerhin darauf bestehen, die gegen ihre Bürger verhängten Strafen selbst zu vollstrecken (Art. 4 Nr. 6, 5 Nr. 3; gleiches gilt für Personen, die im ersuchten Staat ihren Wohnsitz haben).
Der Rahmenbeschluss nennt 32 Straftatbestände bzw. Deliktsbereiche, bei denen die Auslieferung sogar dann erfolgen muss, wenn die Tat nach dem Recht des ausliefernden Staates gar nicht strafbar ist (Art. 2 Abs. 2; es wird insofern auf das Erfordernis beiderseitiger Strafbarkeit verzichtet). Zu diesen Straftaten zählen u. a. die Beteiligung an einer kriminellen Vereinigung, Terrorismus, Menschenhandel, sexuelle Ausbeutung von Kindern und Kinderpornografie, Drogenhandel, illegaler Handel mit Waffen, Munition und Sprengstoffen, Korruption, Betrug, Geldwäsche, Fälschung von Geld und anderen Zahlungsmitteln, Cyberkriminalität, Umweltkriminalität, Beihilfe zur illegalen Einreise und zum illegalen Aufenthalt, vorsätzliche Tötung, schwere Körperverletzung, Organhandel, Entführung, Freiheitsberaubung und Geiselnahme, Rassismus und Fremdenfeindlichkeit, Erpressung und Schutzgelderpressung, Nachahmung und Produktpiraterie, Fälschung von amtlichen Dokumenten und Handel damit, Handel mit gestohlenen Kraftfahrzeugen, Vergewaltigung, Brandstiftung, Flugzeug- und Schiffsentführung und Sabotage.
Der Rat für Justiz und Inneres hat auf Vorschlag der Europäischen Kommission und nach Stellungnahme des Europäischen Parlaments den Rahmenbeschluss vom 13. Juni 2002 über den Europäischen Haftbefehl und die Übergabeverfahren zwischen den Mitgliedstaaten verabschiedet.
Im Zuge der polnischen Verfassungskrise und Justizreformen (seit 2015) legte der Europäische Gerichtshof Art. 1 Abs. 3 des Rahmenbeschlusses so aus, dass ein europäischer Haftbefehl nicht vollstreckt werden muss, wenn die betroffene Person kein faires Verfahren (Art. 47 Abs. 2 EU-Grundrechtecharta) erwarten kann. Das Gericht des ausliefernden Staates muss dafür eine zweistufige Prüfung vornehmen. Zunächst muss festgestellt werden, dass in dem zu überführenden Staat systemische oder allgemeine Mängel in Bezug auf die Justiz bestehen. Zweitens muss geprüft werden, inwiefern sich diese allgemeinen oder systematischen Mängel auf das konkrete Strafverfahren auswirken.

## Entstehungsgründe
- Verwirklichung der Idee, einen „Raum der Freiheit, der Sicherheit und des Rechts“ (Art. 67 Abs. 1 AEUV) zu schaffen, insbesondere durch effektive Bekämpfung der organisierten Kriminalität,
- Verstärkung und Vereinfachung internationaler Kooperation in Strafsachen,
- Entstehung eines einheitlichen europäischen Rechtsraumes für Auslieferungen durch Abschaffung des förmlichen Auslieferungsverfahrens.

Diese Ziele sollen durch eine bessere Vereinbarkeit, eine stärkere Konvergenz der Rechtsordnungen der Mitgliedstaaten und Anerkennung und Vollstreckung von Urteilen und Entscheidungen in der gesamten Union erreicht werden.

## Unterschiede zum bisherigen Auslieferungsrecht
- direkte Zusammenarbeit der Justizbehörden ohne Inanspruchnahme des diplomatischen Weges und Verzicht auf das sogenannte Bewilligungsverfahren,
- verkürzte Übergabefristen,
- Anwendung des Prinzips der gegenseitigen Anerkennung der gerichtlichen und außergerichtlichen Entscheidung führt dazu, dass ein EuHB, der in einem Anordnungsmitgliedstaat erlassen wird, in jedem anderen Mitgliedstaat (Vollstreckungsstaat) nur unter Vorbehalt bestimmter Ablehnungsgründe (Art. 3 des Rahmenbeschlusses) zu vollstrecken ist,
- weitgehender Verzicht auf das Erfordernis der beiderseitigen Strafbarkeit,
- allgemeine Verpflichtung zur Auslieferung eigener Staatsangehöriger,
- Einbindung von Hilfsinstrumenten und Organen (z. B. Eurojust, Europäisches Justizielles Netz, SIS)

## Inkrafttreten
Dieses neue Instrument der justiziellen Zusammenarbeit in Strafsachen sollte bis zum 31. Dezember 2003 durch die Vornahme aller notwendigen Durchführungsmaßnahmen in die Rechtssysteme der Mitgliedstaaten der EU implementiert werden (Art. 34 Abs. 1).

## Umsetzung in den EU-Mitgliedstaaten

### Deutschland
Das 2004 vom Bundestag verabschiedete Gesetz über den Europäischen Haftbefehl (EuHbG) war nach dem Urteil des Bundesverfassungsgerichts vom 18. Juli 2005 verfassungswidrig und nichtig. Das Gesetz greife unverhältnismäßig in das Grundrecht auf Auslieferungsfreiheit (Art. 16 Abs. 2 GG) und die Rechtsweggarantie (Art. 19 Abs. 4 GG) ein. Deutschland habe die EU-Vorgabe nicht grundrechtsschonend umgesetzt, so die Urteilsbegründung. Zu dem Urteil haben drei Richter jeweils ein Sondervotum abgegeben. Beschwerdeführer war der in Auslieferungshaft für Spanien einsitzende terrorverdächtige Deutsch-Syrer Mamoun Darkazanli.
Bundestag und Bundesrat reagierten darauf mit einem Gesetzgebungsverfahren für eine erneute Auflage des EuHbG. Dabei wurden die vom Bundesverfassungsgericht als verfassungswidrig monierten Punkte überarbeitet, die übrigen Regelungen weitgehend aus dem ursprünglichen Gesetz übernommen. Das neue Umsetzungsgesetz wurde am 20. Juli 2006 vom Bundespräsidenten Horst Köhler unterschrieben und trat am 2. August 2006 in Kraft. Die Umsetzung erfolgte durch Anpassung des Gesetzes über die internationale Rechtshilfe in Strafsachen (IRG), dem die neuen §§ 78 bis 83i IRG angefügt wurden.
Unter Bezugnahme auf Art. 1 Abs. 1 GG hat das Bundesverfassungsgericht im Beschluss zum Europäischen Haftbefehl II festgestellt: „Hoheitsakte der Europäischen Union und – soweit sie durch das Unionsrecht determiniert werden – Akte der deutschen öffentlichen Gewalt sind mit Blick auf den Anwendungsvorrang des Unionsrechts grundsätzlich nicht am Maßstab der im Grundgesetz verankerten Grundrechte zu messen. Der Anwendungsvorrang reicht jedoch nur soweit, wie das Grundgesetz und das Zustimmungsgesetz die Übertragung von Hoheitsrechten erlauben oder vorsehen. Er wird durch die in Art. 23 Abs. 1 Satz 3 in Verbindung mit Art. 79 Abs. 3 GG verfassungsänderungs- und integrationsfest ausgestaltete Verfassungsidentität des Grundgesetzes begrenzt“. Dadurch erfolgt eine verfassungsrechtliche Kontrolle von EU-Recht durch das Bundesverfassungsgericht wegen eines Verstoßes gegen die Menschenwürde. Das Bundesverfassungsgericht hat damit den Vollzug eines EU-Haftbefehls unterbunden. Das Urteil entwickelt die Rechtsprechung des Bundesverfassungsgerichts zum Verhältnis von innerstaatlichem und Unionsrecht fort. Vorhergegangen waren die Leit-Entscheidungen Solange I, Solange II, Maastricht und Lissabon.
Im Februar 2019 legte der irische High Court dem Europäischen Gerichtshof die Frage zur Vorabentscheidung vor, ob zwei Europäische Haftbefehle, die jeweils von den Staatsanwaltschaften bei dem Landgericht Lübeck sowie bei dem Landgericht Zwickau ausgestellt worden waren, rechtmäßig ergangen seien. Das Gericht hatte in den verbundenen Rechtssachen C-508/18 und C-82/19 das Merkmal der „ausstellenden Justizbehörde“ gemäß Art. 6 des Rahmenbeschlusses 2002/584/JI auszulegen und gelangte in seinem Urteil vom 27. Mai 2019 zu dem Ergebnis, dass es sich bei dem Europäischen Haftbefehl um eine „justizielle Entscheidung“ handele und er daher von einer „Justizbehörde“ ausgestellt werden müsse. Dies muss kein Gericht, sondern kann auch eine andere an der Strafrechtspflege mitwirkende Behörde sein, allerdings darf diese im Unterschied insbesondere zu Ministerien oder Polizeibehörden nicht zur Exekutive gehören. Ein Europäischer Haftbefehl könne daher nur von der Staatsanwaltschaft eines Mitgliedstaates ausgestellt werden, die nicht „der Gefahr ausgesetzt“ sei, „im Rahmen des Erlasses einer Entscheidung über die Ausstellung eines Europäischen Haftbefehls unmittelbar oder mittelbar Anordnungen oder Einzelweisungen seitens der Exekutive, etwa eines Justizministers, unterworfen zu werden.“ Diese Voraussetzungen sind in der deutschen Justiz bisher nicht gegeben. Die Entscheidung löste eine Diskussion über die Unabhängigkeit der Staatsanwaltschaften und eine diesbezügliche Neufassung der Justizorganisation in Deutschland aus.
Im Februar 2021 strengte die Europäische Kommission ein sogenanntes Vertragsverletzungsverfahren gegen Deutschland an, das zu einem Prozess vor dem Gerichtshof der Europäischen Union führen kann. Im März 2024 gab die Kommission bekannt, dass sie in dieser Angelegenheit noch ein ergänzendes Aufforderungsschreiben an Deutschland gerichtet habe.

### Österreich
Das Auslieferungs- und Rechtshilfegesetz (ARHG) regelt seit 1980 die Aus- und Durchlieferung von Personen an einen anderen Staat zu Zwecken der Strafverfolgung.
Die Bestimmungen über den Europäischen Haftbefehl wurden in Österreich vor allem im Bundesgesetz über die Justizielle Zusammenarbeit in Strafsachen mit den Mitgliedstaaten der Europäischen Union (EU-JZG) ausgeführt. In Österreich entscheidet ein Gericht auf Antrag der Staatsanwaltschaft über die Erlassung eines Europäischen Haftbefehls. Das Gericht hat auch gegebenenfalls die Ausschreibung der gesuchten Person im Schengener Informationssystem nach Art. 95 SDÜ im Weg der zuständigen Sicherheitsbehörden zu veranlassen.
Da in Österreich, ähnlich wie in Deutschland, Staatsanwälte dem Justizminister weisungsgebunden und nicht unabhängig sind, ist eine Erlassung von EU-Haftbefehlen durch Staatsanwälte in Österreich nach dem EU-Recht nicht zulässig. Wie der EuGH ausgeführt hat, schadet auch eine bloß theoretische Weisungsgebundenheit der notwendigen Unabhängigkeit, die für die Erlassung eines EU-Haftbefehls durch Staatsanwälte erforderlich wäre.